# Ciliolarina
Ciliolarina — рід грибів родини Hyaloscyphaceae. Назва вперше опублікована 1977 року.

## Класифікація
До роду Ciliolarina відносять 8 видів:
- Ciliolarina chamaeleontina
- Ciliolarina chameleontina
- Ciliolarina corcontica
- Ciliolarina laetifica
- Ciliolarina laricina
- Ciliolarina ligniseda
- Ciliolarina neglecta
- Ciliolarina pinicola